# Theo Fransmanbrug
De Theo Fransmanbrug (brugnummer 1788) is een bouwkundig kunstwerk in Amsterdam-Noord.
De Papaverweg in de buurt Buiksloterham was bijna een eeuw lang een doodlopende weg vanuit bebouwing naar Zijkanaal I. Er was ook een insteekhaventje met de naam Papaverkanaal waar jarenlang een afvoerdepot was van de Stadsreiniging. In de 21e eeuw werd na vertrek van veel bedrijven een sanering doorgevoerd om terreinen toegankelijk te maken voor modernere industrie en woningbouw. In het kader van die herontwikkeling was het noodzakelijk om voor omwonenden een betere verbinding te krijgen met het NDSM-plein op het NDSM-terrein, waar één van de Amsterdamse veren een aanlegsteiger kreeg.   
Het ontwerp voor deze tachtig meter lange (zestig meter over water) voet- en fietsbrug was afkomstig van architect Cyrus Clark  werkend voor de gemeente Amsterdam bij inrichting van open ruimten. Hij kwam met een uit drie delen bestaande overspanning, waarvan de middelste beweegbaar is uitgevoerd. Dat middenstuk is een hydraulisch aangedreven basculebrug. De andere twee zijn zogenaamde aanbruggen. De overspanning wordt gedragen door betonnen krammen (pijlers met jukken). Het geheel kreeg door het groene vakwerk, dat tevens tot leuning dient, het uiterlijk van een Baileybrug, maar dan met versieringen, met name het midden en westelijk deel. De overspanningen werden in mei/juni 2013 door een hijskranen op hun plaats gehesen. De brug werd op 30 augustus 2013 inclusief naamplaat, in gebruik genomen. De brug wordt beschermd door remmingswerk.
De Theo Fransmanbrug maakt samen met de Kadoelenbrug en Bongerdbrug deel uit van een pakket bruggen voor de ontsluiting van deze omgeving. 
De brug is vernoemd naar Theo Fransman, de eerste stadsdeelvoorzitter van Amsterdam-Noord (tussen 1981 en 1990) die veel gedaan heeft om de ontwikkeling rondom het NDSM-terrein mogelijk te maken na het sluiten van de werf. Zijn zoon was bij de opening.

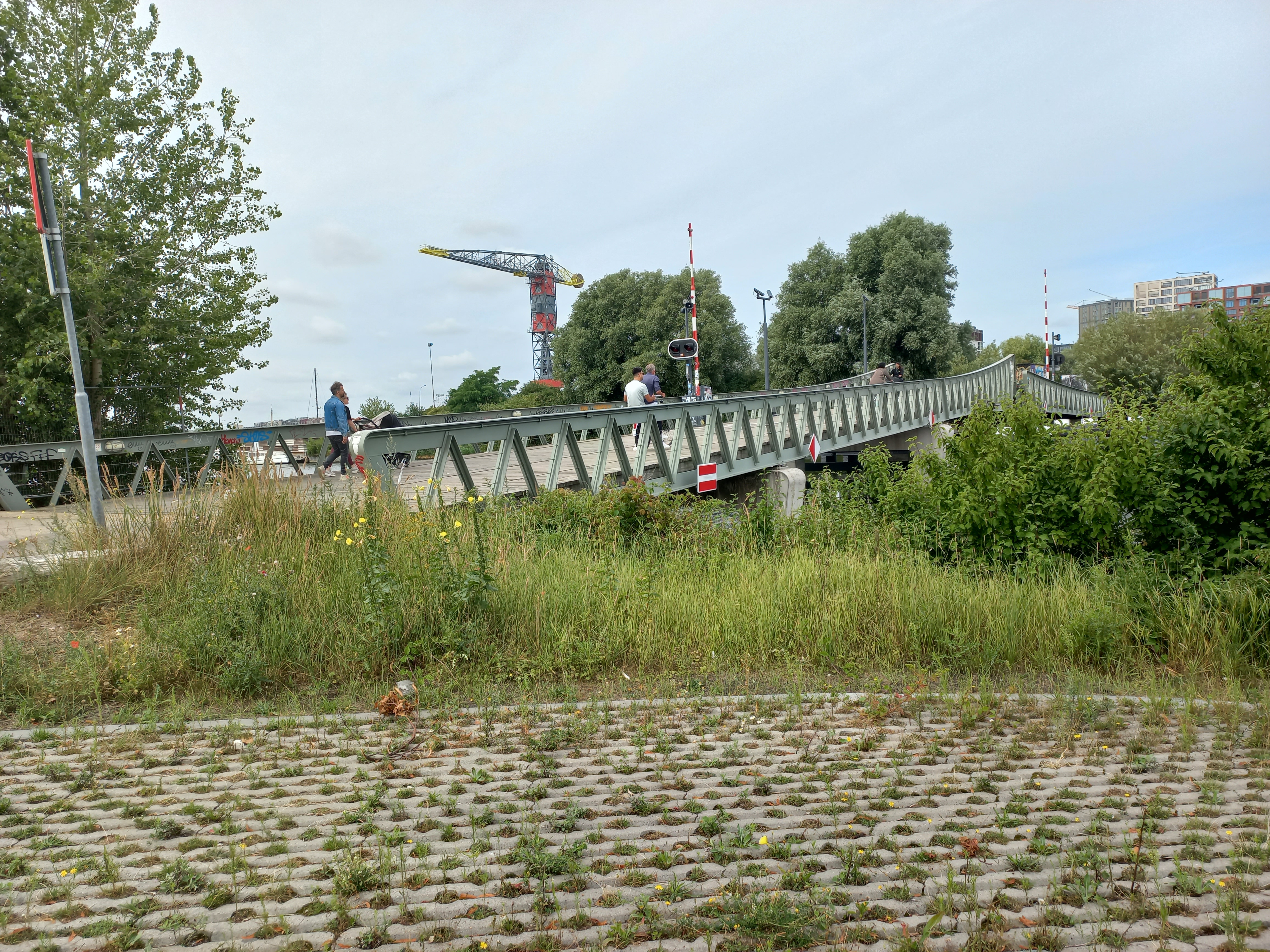
Brug in ruste richting NDSM (augustus 2022)

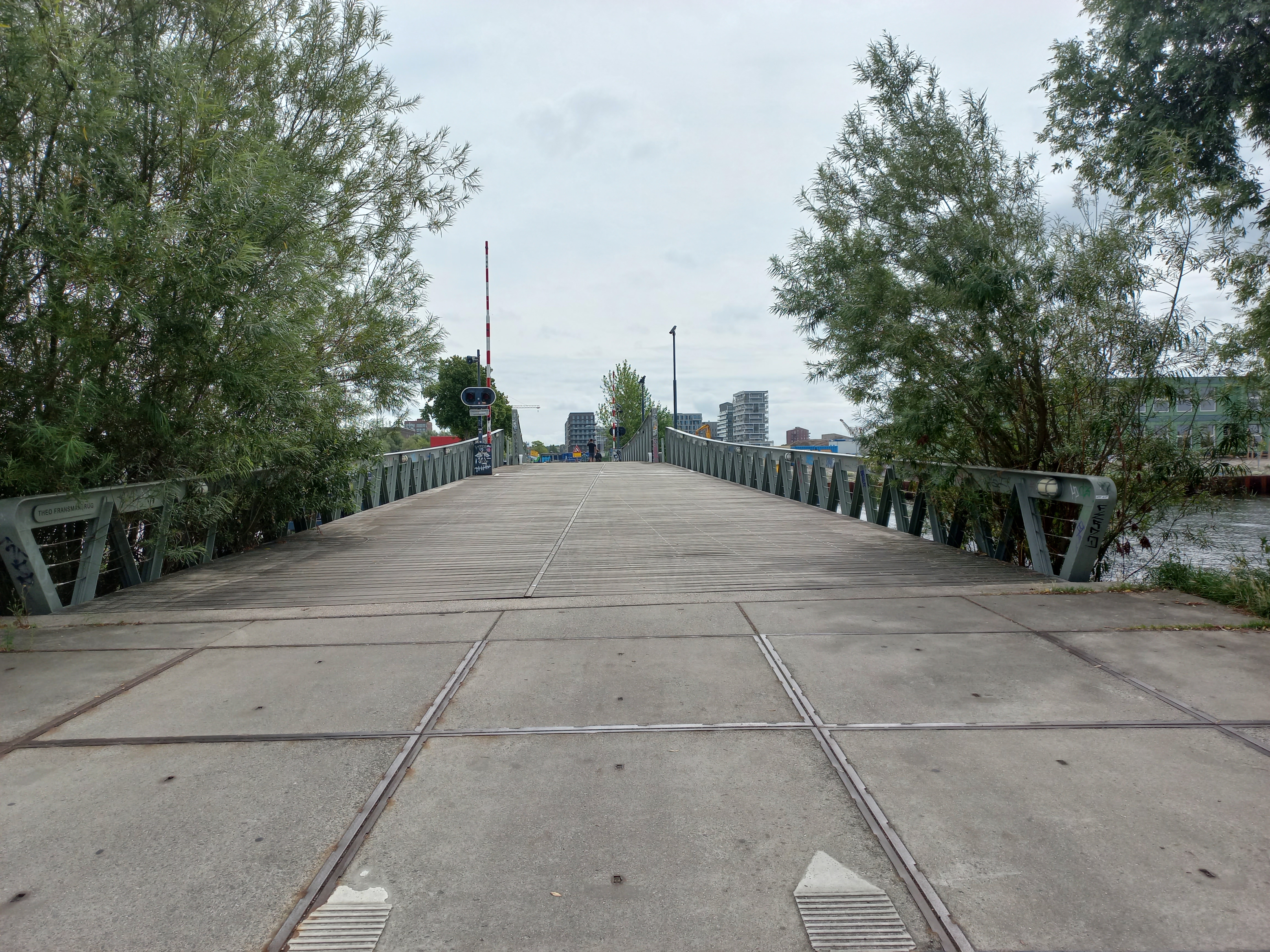
Brug is ruste richting Papaverweg (augustus 2022)

<<< · 1701 · 1702 · 1703 · 1704 · 1705 · 1706 · 1707 · 1708 · 1709 ·  1710 · 1711 · 1714 · 1715 · 1716 · 1717 · 1718 · 1719 · 1720 · 1721 · 1722 · 1723 · 1725 · 1726 · 1727 · 1728 · 1729 · 1730 · 1731 · 1732 · 1733 · 1734 · 1735 · 1736 · 1737 · 1738 · 1739 · 1741 · 1742 · 1743 · 1745 · 1746 · 1747 · 1748 · 1749 · 1750 · 1751 · 1752 · 1753 · 1754 · 1755 · 1756 · 1757 · 1764 · 1765 · 1766 · 1767 · 1768 · 1769 · 1770 · 1771 · 1772 · 1773 · 1774 · 1775 · 1776 · 1777 · 1778 · 1779 ·  1780 · 1781 · 1782 · 1783 · 1784 · 1785 · 1786 · 1787 · 1788 · 1791 · 1792 · 1793 · 1794 · 1795 · 1796 · 1797 · 1798 · 1799 · >>>
Brugnummers brug 1712, 1713, 1724, 1740, 1744, 1758, 1759, 1760, 1761, 1762, 1763, 1789, 1790 zijn niet (meer) vergeven.